# 포드고리차
포드고리차(몬테네그로어: Podgorica / Подгорица, 문화어: 뽀드고리짜)는 몬테네그로의 수도이다. 1326년 이전에는 리브니차(Ribnica), 1945년부터 1991년까지는 요시프 브로즈 티토의 이름을 따서 티토그라드(Titograd)라고 불렀다.
도시의 이름은 세르비아어로 '고리차(언덕 이름, 해발 107m)' 아래라는 뜻이다. 4세기 동안의 오스만 제국의 지배를 받다가 1878년 베를린 조약 이후에 몬테네그로의 영토가 된 후 급속히 발전하여, 수도 체티네를 제치고 몬테네그로 최대의 도시가 되었다. 그러나 1918년 몬테네그로와 세르비아의 합병을 결의한 대회가 이 곳에서 열렸으며, 이후 유고슬라비아 왕국의 일개 소도시가 되었다.
제2차 세계 대전 때 70차례 이상의 폭격을 받아 크게 파괴된 이 도시는 1945년 이름이 티토그라드로 바뀌어, 1946년 유고슬라비아의 일부인 몬테네그로 사회주의 공화국의 수도가 되었다. 유고슬라비아 내전의 여파로 1990년대에는 크게 침체되었으나, 21세기에 들어서면서 다시 발전하고 있다. 2006년부터는 독립국 몬테네그로의 수도가 되었으나, 대통령 관저는 옛 수도 체티네에 있다.
기후는 여름에는 고온 건조하고, 겨울에는 다소 쌀쌀한 편이다. 눈은 1년에 많아야 며칠 내릴 뿐이다.

## 사진

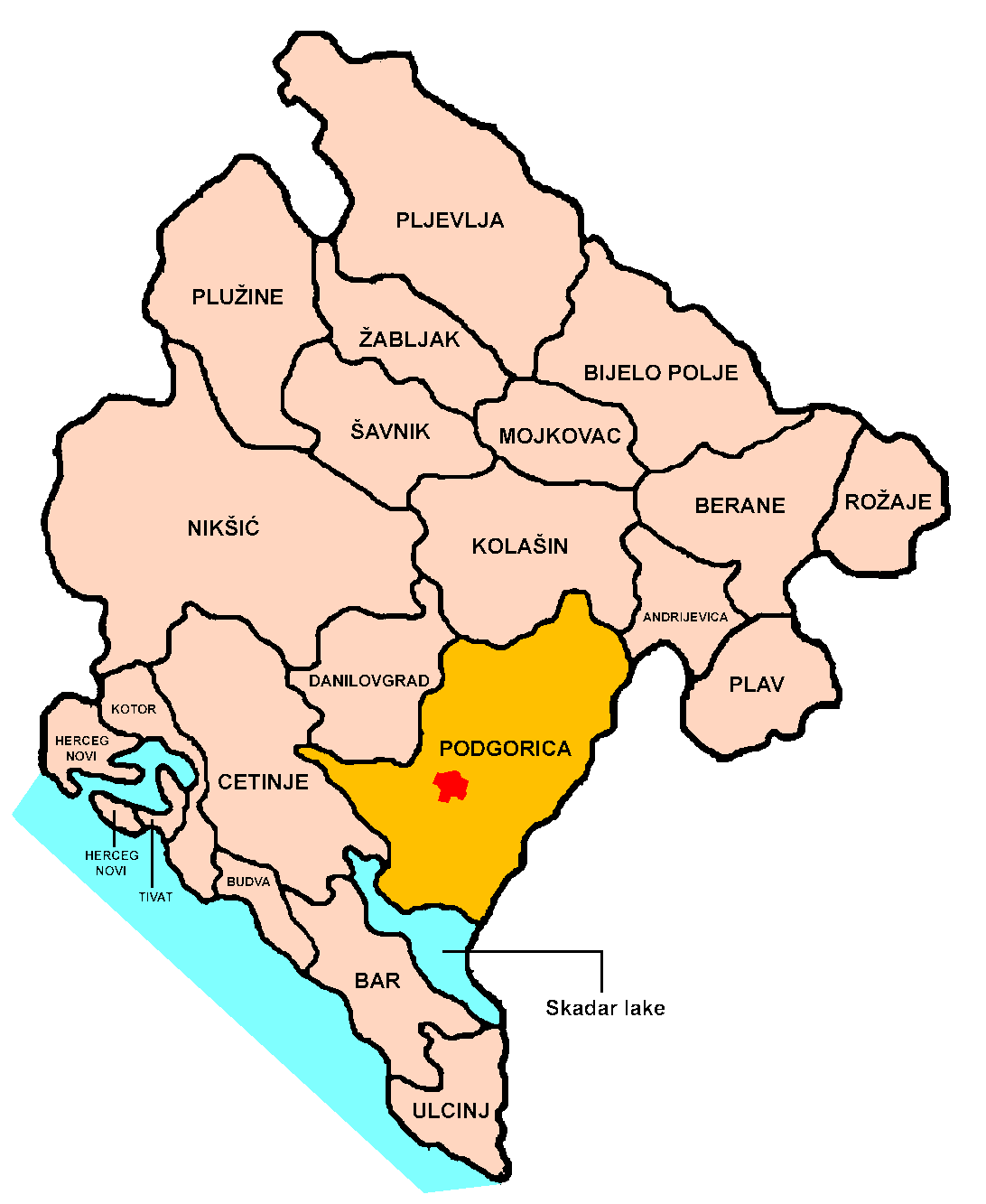
포드고리차의 위치

## 통계
| 연도 | 인구    | ±%     |
| ---- | ------- | ------ |
| 1948 | 14,369  | —      |
| 1953 | 19,868  | +38.3% |
| 1961 | 35,054  | +76.4% |
| 1971 | 61,727  | +76.1% |
| 1981 | 96,074  | +55.6% |
| 1991 | 117,875 | +22.7% |
| 2003 | 136,473 | +15.8% |
| 2011 | 150,977 | +10.6% |

민족 구성 (2003년 통계)
| 민족          | 인구      | 비율   |
| ------------- | --------- | ------ |
| 몬테네그로인  | 96,343명  | 56.96% |
| 세르비아인    | 44,423명  | 26.26% |
| 알바니아인    | 9,296명   | 5.49%  |
| 무슬림        | 4,399명   | 2.60%  |
| 보스니아인    | 2,307명   | 1.36%  |
| 집시          | 1,389명   | 0.82%  |
| 크로아티아인  | 709명     | 0.42%  |
| 선언되지 않음 | 6,978명   | 4.12%  |
| 기타          | 1,834명   | 1.08%  |
| 정보 없음     | 1,233명   | 0.73%  |
| 합계          | 169,132명 | 100%   |

## 기후
| 포드고리차의 기후                                 | 포드고리차의 기후 | 포드고리차의 기후 | 포드고리차의 기후 | 포드고리차의 기후 | 포드고리차의 기후 | 포드고리차의 기후 | 포드고리차의 기후 | 포드고리차의 기후 | 포드고리차의 기후 | 포드고리차의 기후 | 포드고리차의 기후 | 포드고리차의 기후 | 포드고리차의 기후 |
| 월                                                | 1월               | 2월               | 3월               | 4월               | 5월               | 6월               | 7월               | 8월               | 9월               | 10월              | 11월              | 12월              | 연간              |
| ------------------------------------------------- | ----------------- | ----------------- | ----------------- | ----------------- | ----------------- | ----------------- | ----------------- | ----------------- | ----------------- | ----------------- | ----------------- | ----------------- | ----------------- |
| 역대 최고 기온 °C (°F)                            | 21.0 (69.8)       | 27.1 (80.8)       | 27.4 (81.3)       | 33.8 (92.8)       | 35.4 (95.7)       | 40.5 (104.9)      | 43.3 (109.9)      | 44.8 (112.6)      | 39.6 (103.3)      | 33.6 (92.5)       | 27.2 (81.0)       | 20.8 (69.4)       | 44.8 (112.6)      |
| 일평균 최고 기온 °C (°F)                          | 11.0 (51.8)       | 12.6 (54.7)       | 16.3 (61.3)       | 20.7 (69.3)       | 25.8 (78.4)       | 30.7 (87.3)       | 33.9 (93.0)       | 34.5 (94.1)       | 28.4 (83.1)       | 22.8 (73.0)       | 16.5 (61.7)       | 11.8 (53.2)       | 22.1 (71.7)       |
| 일평균 최저 기온 °C (°F)                          | 2.2 (36.0)        | 3.4 (38.1)        | 6.4 (43.5)        | 9.9 (49.8)        | 14.5 (58.1)       | 18.9 (66.0)       | 21.6 (70.9)       | 21.8 (71.2)       | 17.0 (62.6)       | 12.3 (54.1)       | 7.4 (45.3)        | 3.5 (38.3)        | 11.6 (52.8)       |
| 역대 최저 기온 °C (°F)                            | −9.6 (14.7)       | −9.7 (14.5)       | −5.6 (21.9)       | −0.2 (31.6)       | 1.2 (34.2)        | 8.0 (46.4)        | 12.2 (54.0)       | 8.8 (47.8)        | 6.0 (42.8)        | 0.0 (32.0)        | −5.4 (22.3)       | −8.0 (17.6)       | −9.7 (14.5)       |
| 평균 강수량 mm (인치)                             | 165 (6.5)         | 164 (6.5)         | 164 (6.5)         | 136 (5.4)         | 98 (3.9)          | 60 (2.4)          | 36 (1.4)          | 54 (2.1)          | 147 (5.8)         | 176 (6.9)         | 261 (10.3)        | 232 (9.1)         | 1,693 (66.8)      |
| 평균 강수일수 (≥ 0.1 mm)                          | 12                | 12                | 12                | 13                | 10                | 9                 | 5                 | 6                 | 7                 | 9                 | 14                | 13                | 122               |
| 평균 상대 습도 (%)                                | 72                | 68                | 65                | 65                | 63                | 60                | 52                | 52                | 62                | 68                | 75                | 74                | 65                |
| 평균 월간 일조시간                                | 122.7             | 126.0             | 170.0             | 193.5             | 250.8             | 276.3             | 339.7             | 314.1             | 251.5             | 201.4             | 126.4             | 108.8             | 2,481.2           |
| 출처 1: 미국 해양대기청 (평년값: 1991년~2020년)   |                   |                   |                   |                   |                   |                   |                   |                   |                   |                   |                   |                   |                   |
| 출처 2: 몬테네그로 수문기상국 (극값: 1947년~현재) |                   |                   |                   |                   |                   |                   |                   |                   |                   |                   |                   |                   |                   |